# Runigerodt

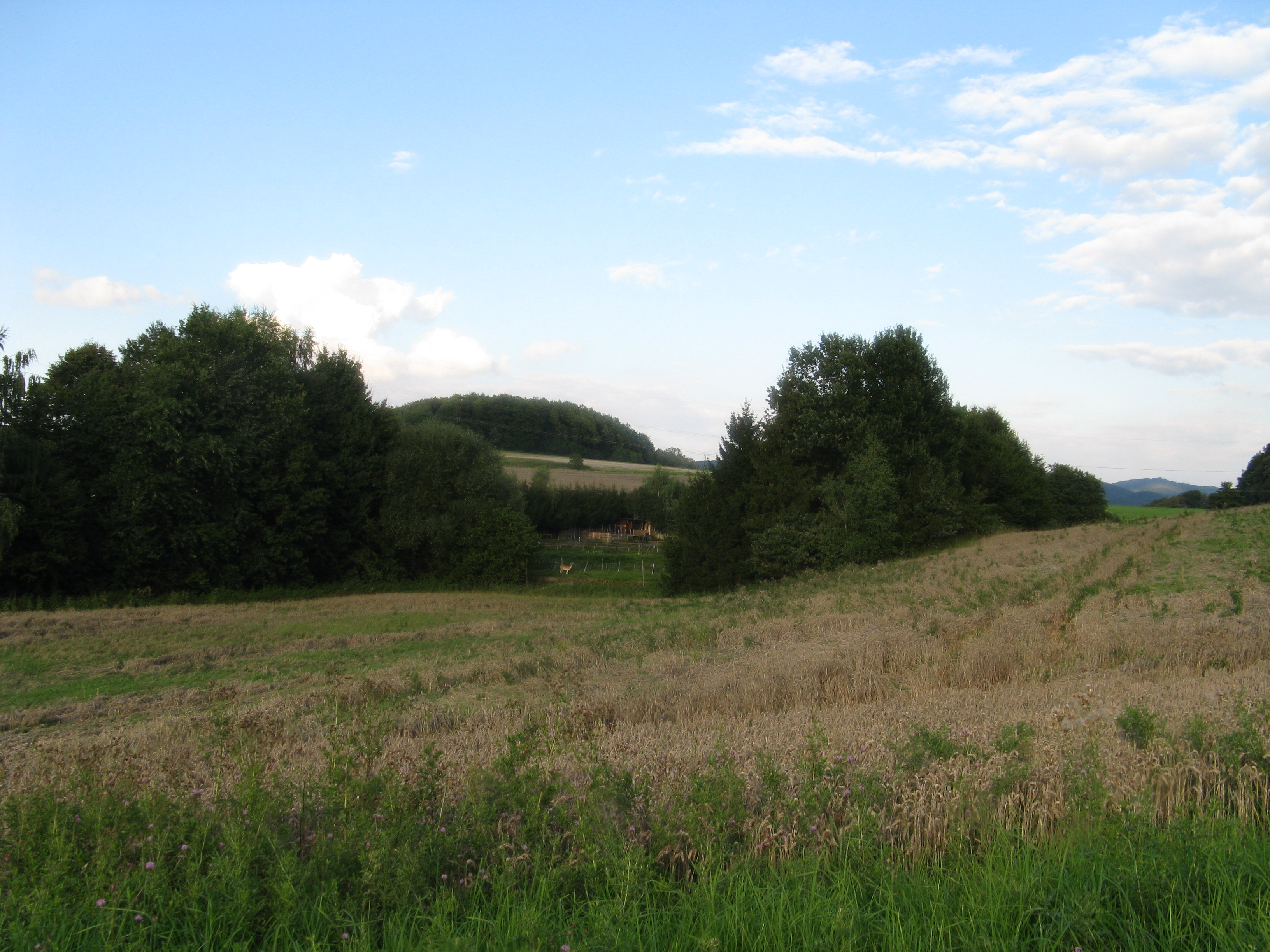
Wüstung Runigerodt (2010)

Runigerodt (auch Runigerode oder Rüningerode genannt) ist eine Wüstung im Landkreis Göttingen. Sie liegt etwa 2,5 km westlich von Herzberg am Harz und etwa 1 km südöstlich von Hörden am Harz. Runigerodt wurde erstmals im Jahre 952 urkundlich erwähnt. Der Zeitpunkt des Wüstwerdens ist nicht bekannt.
Nach dem Ergebnis einer Geländeuntersuchung war Runigerodt vermutlich ein zweizeiliges Reihendorf, das am Verbindungsweg Herzberg-Hörden lag. Von drei ehemals vorhandenen Teichen wird einer heute noch zur Fischzucht verwendet. 1,4 km südöstlich von Runigerodt liegt die Wüstung Koyhagen, 2,3 km nordöstlich liegt die Wüstung Hage und 1,4 km nördlich liegt die ehemalige Kalkburg.